# 85e régiment de marche
Pour les articles homonymes, voir 85e régiment.
Le 85e régiment d'infanterie de marche (ou 85e régiment de marche) est un régiment d'infanterie français, qui a participé à la campagne de 1871 à l'intérieur.

## Création et différentes dénominations
- 28 janvier 1871 : formation du 85e régiment d'infanterie de marche
- 21 août 1871 : fusion dans le 85e régiment d'infanterie de ligne

## Chef de corps
Le régiment est commandé par le lieutenant-colonel Marie-Alexis Thomas (futur général),.

## Historique

### Formation
Le régiment est formé le 28 janvier 1871 au camp de Saint-Médard, près de Bordeaux, à trois bataillons à six compagnies,. Il amalgame un détachement du 2e régiment d'infanterie de ligne (63 hommes), un détachement du 12e régiment d'infanterie de ligne (212 hommes et deux officiers), la 9e compagnie de dépôt du 34e régiment d'infanterie de ligne (242 hommes et trois officiers), la 9e compagnie de dépôt du 39e régiment d'infanterie de ligne (200 hommes et deux officiers), un détachement du 44e régiment d'infanterie de ligne (43 hommes), un détachement du 49e régiment d'infanterie de ligne (106 hommes et trois officiers), un détachement du 50e régiment d'infanterie de ligne (52 hommes et un officier), la 10e compagnie de dépôt du 52e régiment d'infanterie de ligne (136 hommes et deux officiers), la 10e compagnie de dépôt du 55e régiment d'infanterie de ligne (173 hommes et deux officiers), un détachement du 61e régiment d'infanterie de ligne (103 hommes et un officier), un détachement du 68e régiment d'infanterie de ligne (52 hommes et un officier), la 9e compagnie de dépôt du 77e régiment d'infanterie de ligne (168 hommes et deux officiers), la 10e compagnie de dépôt du 78e régiment d'infanterie de ligne (185 hommes et trois officiers), un détachement du 80e régiment d'infanterie de ligne (200 hommes et un officier), un détachement du 81e régiment d'infanterie de ligne (77 hommes et un officier), la 9e compagnie de dépôt du 86e régiment d'infanterie de ligne (216 hommes et deux officiers), un détachement du 88e régiment d'infanterie de ligne (44 hommes) et un détachement du 94e régiment d'infanterie de ligne (56 hommes et un officier).
Créé le jour de l'armistice de la guerre franco-allemande, le 85e de marche est affecté à la 2e brigade de la 3e division du 26e corps d'armée,.

### Guerre contre la Commune
Le 19 mars, le 85e de marche est affecté à la division de l'armée de Versailles constituée à Satory. Lorsque l'armée est réorganisée le 6 avril, il passe à la 1re division du 2e corps de la 2e armée de Versailles. Le régiment participe à la Semaine sanglante contre les communards.

### Fusion
Rattaché après la fin de la Commune au 2e corps d'armée de l'armée versaillaise, le 85e de marche fusionne avec le 85e régiment d'infanterie de ligne  le 21 août 1871, gardant son affectation au 2e corps. Le lieutenant-colonel Thomas reçoit le commandement du 85e de ligne.